# Goliathini
Goliathini — триба пластинчатоусых жуков из подсемейства Бронзовки.

## Описание
К трибе относятся крупные и очень крупные жуки; в частности, сюда относятся представители африканского рода Goliathus, длина тела которых достигает более 100 мм. Размер палеарктических видов около 14—33 мм, а вместе с рогами у самцов до 39 мм.
Тело обычно не сильно удлиненное, длина превосходит ширину в 1,7 — 2 раза, но иногда довольно длинное, сверху относительно слабо выпуклое, снизу обычно несколько сильнее выпуклое, имеет наибольшую ширину у основания надкрылий, кзади более или менее сильно суженное, голое или покрытое волосками или чешуйками, сверху без белых чешуйчатых пятен, блестящее, нередко с металлическим отливом, иногда очень сильно лаковое или блестящее, иногда матовое, очень часто покрытое бархатистым налетом, скрывающим основной фон и определяющим окраску насекомого. Окраска очень разнообразная — одноцветная или пёстрая, часто очень яркая — зелёная, оранжевая.

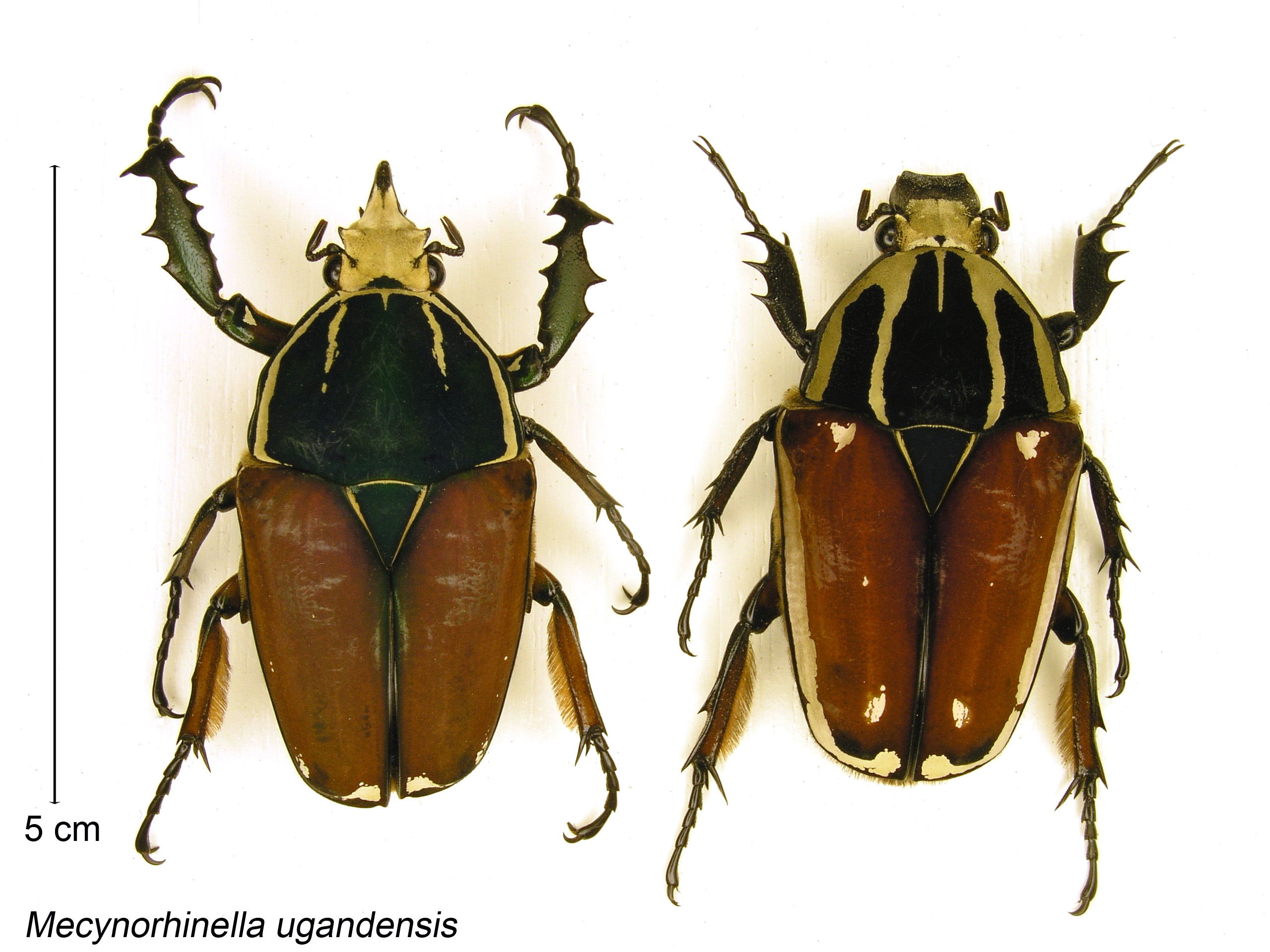
Самец и самка Mecynorrhina ugandensis

Голова средней величины, иногда, при наличии больших роговидных выростов у самцов, довольно большая, но всегда гораздо уже переднеспинки. Очень часто на наличнике развиты различные парные (только у самцов) или непарные выросты (у самок и самцов) в виде рогов, зубцов. Парные выросты часто ветвистые, более или менее длинные, имеют вид направленных вперёд рогов, непарные — на вершине часто расширены в виде пластинок или раздвоены (у Goliathus).
Глаза средней величины или довольно большие. Усики сравнительно короткие, булава обычно мало отличается по длине от жгутика. Ротовые органы типичные для подсемейства: верхняя губа спрятана под наличником, направлена вперед, снаружи не видна.
Поверхность надкрылий покрыта разной величины и густоты точками — простыми и дуговидными, иногда также редкими волосками. Ряды точек иногда образуют продольные попарно сближенные полоски, ограничивающие ребра или гладкие плоские промежутки. Иногда эти полоски бывают более или менее полными, иногда укороченными. Очень часто таких полосок вовсе нет и все точки рассеяны беспорядочно. Ребра в большинстве случаев отсутствуют. Пигидий более или менее отвесный, плоский или умеренно выпуклый.
Ноги сильные и относительно длинные,, у самцов более длинные, чем у самок, причём особого развития достигают передние ноги. Передние голени снаружи с 3, 2 или только 1 вершинным зубцом, на внутреннем крае с нормальной вершинной шпорой.
Половой диморфизм у многих видов сильно выражен. Самцы часто имеют развитые парные головные отростки (рога) на наличнике, более широкую голову и переднеспинку, а также удлинённые ноги, особенно передние.
Развитие личинок происходит в мертвой трухлявой древесине.

## Систематика и ареал

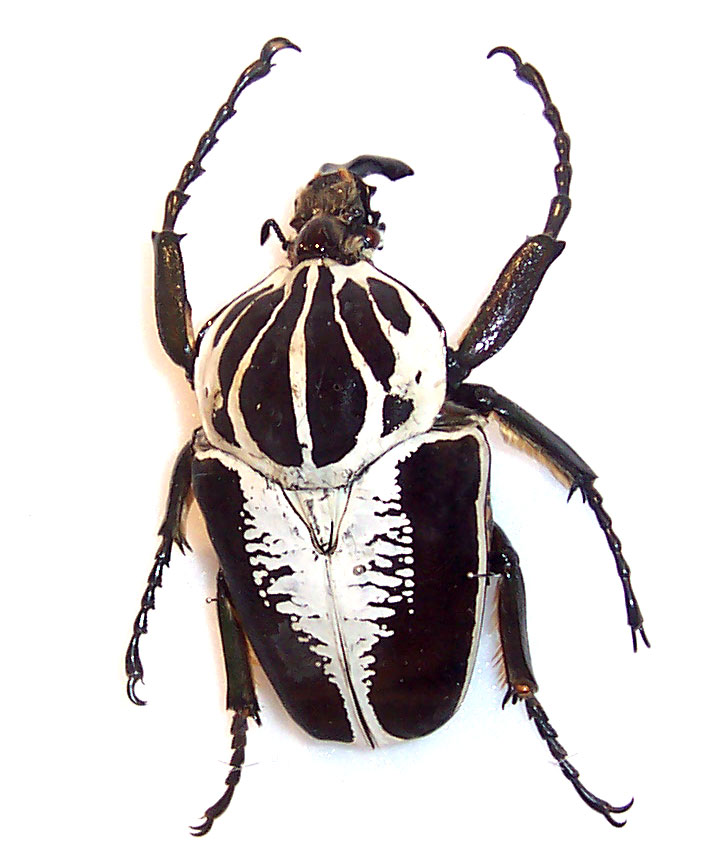
Goliathus regius

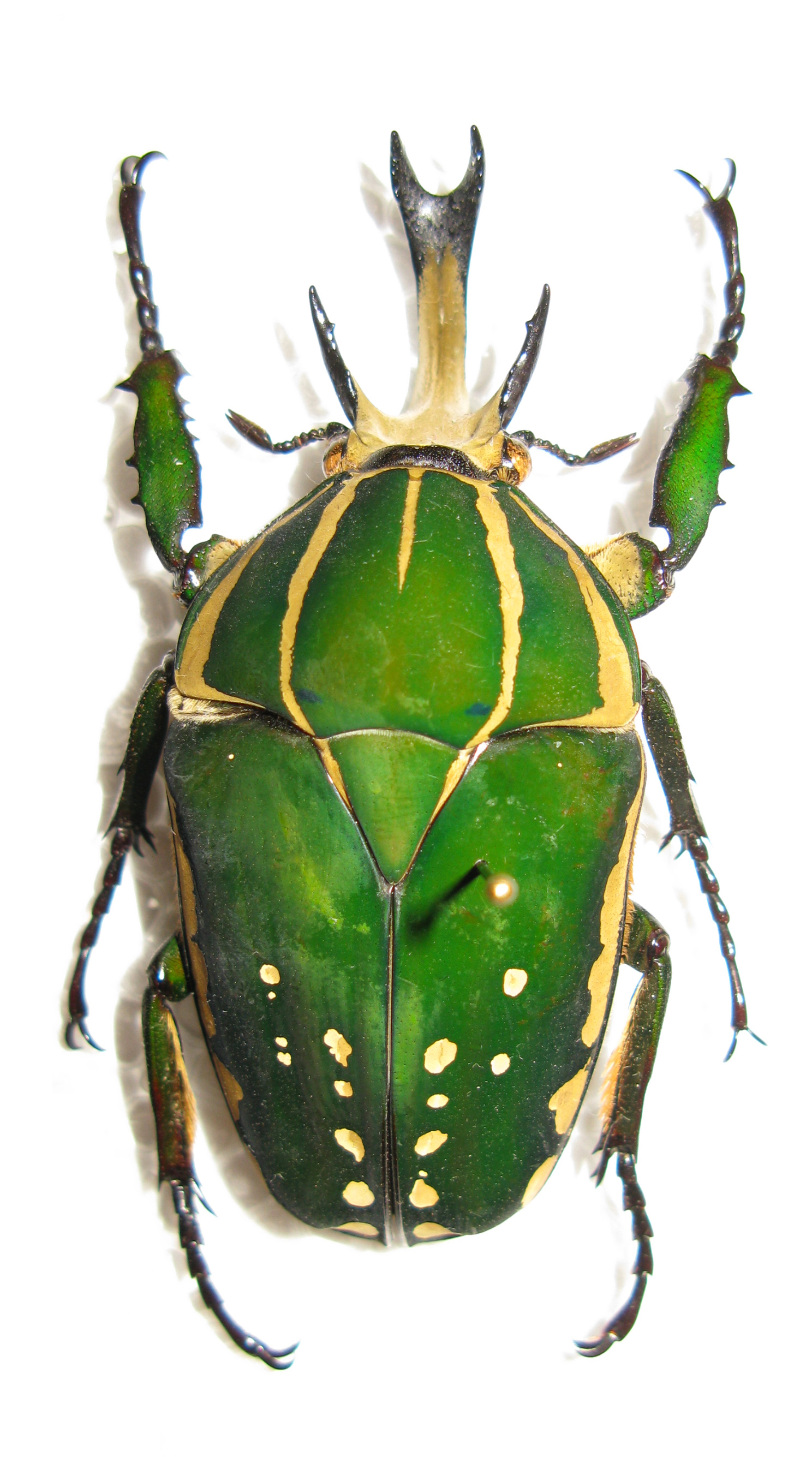
Самец Chelorrhina polyphemus

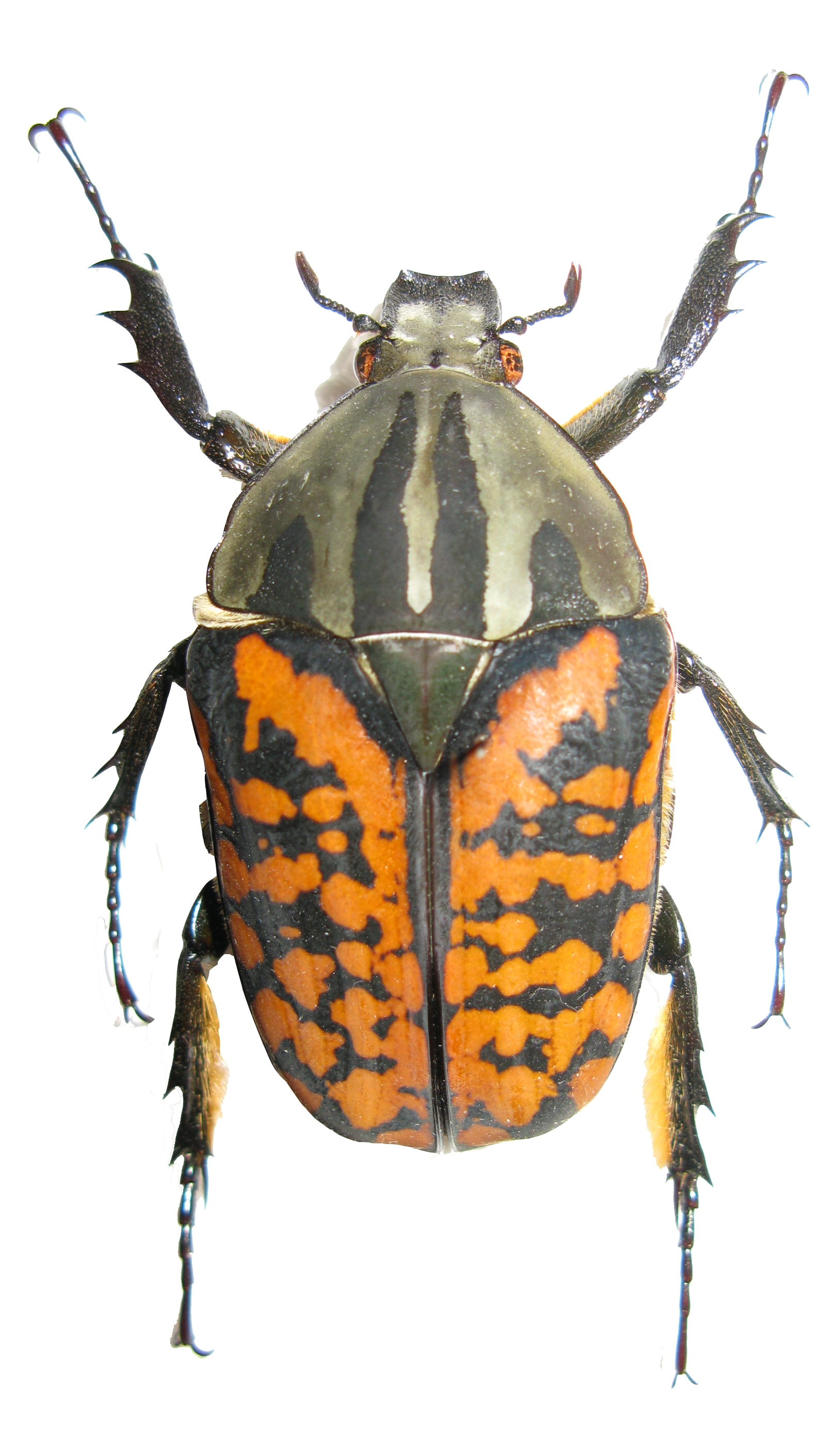
Самка Mecynorrhina oberthueri decorata

Триба включает в себя около 410 видов, объединённых 45 родов. Наибольшее количество видов распространено на территории Африки, немало их также в Индо-Малайской области. Наиболее бедна видами Палеарктика, а полностью они отсутствуют в Неарктической и Австралийской областях.
- род Amaurodes Westwood, 1844
- род Aphanochroa Kolbe, 1893
- род Aphelorrhina Westwood, 1841
- род Argyropheges Kraatz, 1895
- род Asthenorella Westwood, 1874
- род Asthenorrhina Westwood, 1843
- род Brachymitra Kolbe, 1904
- род Ceratorrhina Westwood, 1843
- род Cheirolasia Westwood, 1843
- род Chelorrhina Burmeister, 1842
- род Chondrorrhina Kraatz, 1880
- род Chordodera Burmeister, 1842
- род Coelorrhina Burmeister, 1842
- род Compsocephalus White, 1845
- род Cyprolais Burmeister, 1842
- род Daedycorrhina Bates, 1888
- род Dicellachilus Waterhouse, 1905
- род Dicronorrhina Hope, 1837
- род Dyspilophora Kraatz, 1880
- род Eudicella White, 1839
- род Eutelesmus Waterhouse, 1880
- род Fornasinius Berteloni, 1853
- род Genyodonta Burmeister, 1842
- род Gnorimimelus Kaatz, 1880
- род Goliathus Lamarck, 1801
- род Hegemus J. Thomson, 1881
- род Inhambane Péringuey, 1907
- род Mecynorrhina Hope, 1837
- род Megalorrhina Waterhouse, 1905
- род Meretricula Özdikmen, 2008[3]
- род Melinesthes Kraatz, 1880
- род Neptunides J. Thomson, 1879
- род Pedinorrhina Kraatz, 1880
- род Plaesiorrhina Burmeister, 1842
- род Priscorrhina Krikken, 1984
- род Ptychodesthes Kraatz, 1883
- род Raceloma J. Thomson, 1877
- род Ranzania Berteloni, 1855
- род Scythropesthes Kraatz, 1880
- род Smaragdesthes Kraatz, 1880
- род Smicorhina Westwood, 1847
- род Spelaiorrhina Lansberge, 1886
- род Stephanocrates Kolbe, 1892
- род Stephanorrhina Burmeister, 1842
- род Taeniesthes Kraatz, 1880
- род Taurhina Burmeister, 1842